# APMH Invest
APMH Invest A/S er en dansk investeringsvirksomhed med hovedkvarter i København. Selskabet blev etableret i 2015, som et datterselskab til A.P. Møller Holding A/S.
APMH Invest har ca. 350 forskellige datterselskaber, i blandt de væsentligste er: A.P. Møller Capital, KK Wind, NCS, Faerch, A.P. Møller Maritime (Maersk Tankers), Maersk Supply Service og Unilabs.